# Irlande aux Jeux olympiques d'été de 2008
L'Irlande participe aux Jeux olympiques d'été de 2008 à Pékin. Il s'agit de la 19e participation de l'équipe d'Irlande à des Jeux d'été.

## Liste des médaillés irlandais

### Médailles d'argent
| Sport                  | Discipline         | Sportifs     | Performance |
| Médailles d'argent : 1 |                    |              |             |
| Boxe                   | Moins de 81 kg (H) | Kenneth Egan |             |

### Médailles de bronze
| Sport                   | Discipline         | Sportifs          | Performance |
| Médailles de bronze : 2 |                    |                   |             |
| Boxe                    | Moins de 48 kg (H) | Paddy Barnes      |             |
| Boxe                    | Moins de 75 kg (H) | Darren Sutherland |             |

## Athlètes engagés

### Athlétisme
Au 21 juillet, l’Irlande a qualifié 16 athlètes pour 17 épreuves différentes
| Hommes - 100 m : - Paul Hession - 200 m : - Paul Hession - 400 m : - David Gillick - 800 m : - Thomas Chamney - 1 500 m : - Alistair Cragg - 5 000 m : - Alistair Cragg - 20 km marche : - Robert Heffernan - 50 km marche : - Jamie Costin - Colin Griffin - Marathon : - Martin Fagan | Femmes - 400 m : - Joanne Cuddihy - 100 m haies : - Derval O'Rourke - 400 m haies : - Michelle Carey - 3 000 m steeple : - Roisin McGettigan - Fionnuala Britton - 20 km marche : - Olive Loughnane - Marathon : - Pauline Curley - Lancer de marteau : - Eileen O'Keeffe |

#### Hommes
| Épreuve      | Athlète          | Séries       | Séries | Quarts de finale | Quarts de finale | Demi-finales | Demi-finales | Finale       | Finale |
| Épreuve      | Athlète          | Résultat     | Rang   | Résultat         | Rang             | Résultat     | Rang         | Résultat     | Rang   |
| ------------ | ---------------- | ------------ | ------ | ---------------- | ---------------- | ------------ | ------------ | ------------ | ------ |
| 200 mètres   | Paul Hession     | 20.59        | 3e Q   | 20.32            | 1er Q            | 20.38        | 5e           | -            | -      |
| 400 mètres   | David Gillick    | 45.83        | 4e     | -                | -                | -            | -            | -            | -      |
| 800 mètres   | Thomas Chamney   | 1min 47.66   | 5e     | -                | -                | -            | -            | -            | -      |
| 1 500 mètres | Alistair Cragg   | 3 min 44.90  | 8e     | -                | -                | -            | -            | -            | -      |
| 5 000 mètres | Alistair Cragg   | 13 min 38.57 | 6e Q   | NC               | NC               | NC           | NC           | DNF          | /      |
| 20 km marche | Robert Heffernan | NC           | NC     | NC               | NC               | NC           | NC           | 1h 20 min 36 | 8e     |
| 50 km marche | Colin Griffin    | NC           | NC     | NC               | NC               | NC           | NC           | DQ           | /      |
| 50 km marche | Jamie Costin     | NC           | NC     | NC               | NC               | NC           | NC           | 4h 15 min 16 | 44e    |

#### Femmes
| Épreuve              | Athlète           | Séries      | Séries | Quarts de finale | Quarts de finale | Demi-finales | Demi-finales | Finale       | Finale |
| Épreuve              | Athlète           | Résultat    | Rang   | Résultat         | Rang             | Résultat     | Rang         | Résultat     | Rang   |
| -------------------- | ----------------- | ----------- | ------ | ---------------- | ---------------- | ------------ | ------------ | ------------ | ------ |
| 400 mètres           | Joanne Cuddihy    | 53.32       | 6e     | -                | -                | -            | -            | -            | -      |
| Marathon             | Pauline Curley    | NC          | NC     | NC               | NC               | NC           | NC           | 2h 47 min 16 | 63e    |
| 100 mètres haies     | Derval O'Rourke   | 13.22       | 6e     | -                | -                | -            | -            | -            | -      |
| 400 mètres haies     | Michelle Carey    | 57.99       | 7e     | -                | -                | -            | -            | -            | -      |
| 3 000 mètres steeple | Fionnuala Britton | 9 min 43.57 | 10e    | -                | -                | -            | -            | -            | -      |
| 3 000 mètres steeple | Roisin McGettigan | 9 min 28.92 | 2e Q   | NC               | NC               | NC           | NC           | 9 min 55.89  | 14e    |
| 20 km marche         | Olive Loughnane   | NC          | NC     | NC               | NC               | NC           | NC           | 1h 27 min 45 | 7e     |
| Lancer du marteau    | Eileen O'Keeffe   | 67,66m      | 10e    | -                | -                | -            | -            | -            | -      |

### Aviron
L’Irlande a qualifié deux bateaux pour les épreuves d’aviron : Le quatre de couple s’est qualifié en terminant à la dixième place lors des championnats du monde de 2007. Le quatre de pointe sans barreur poids léger a, lui, pris la dernière place qualificative lors des régates de qualification olympique en juin 2008 à Poznań.
Hommes
- 4 de couple :
  - Jonno Devlin, Sean Casey, Sean O'Neill, Cormac Folan et Alan Martin
- 4 de pointe :
  - Cathal Moynihan, Gearoid Towey, Richard Archibald, Paul Griffin et Richard Coakley

| Athlète(s)                                                   | Compétition                      | Série         | Série | Quart de finale | Quart de finale | Demi-finale   | Demi-finale | Finale                 | Finale |
| Athlète(s)                                                   | Compétition                      | Temps         | Rang  | Temps           | Rang            | Temps         | Rang        | Temps                  | Rang   |
| ------------------------------------------------------------ | -------------------------------- | ------------- | ----- | --------------- | --------------- | ------------- | ----------- | ---------------------- | ------ |
| Cormac Folan-Sean Casey-Jonno Devlin-Sean O'Neill            | Quatre sans barreur              | 6 min 02 s 85 | 3e    | NC              | NC              | 5 min 58 s 14 | 6e          | Finale B 6 min 07 s 97 | 4e     |
| Cathal Moynihan-Gearoid Towey-Richard Archibald-Paul Griffin | Quatre sans barreur poids légers | 5 min 52 s 32 | 4e    | 6 min 21 s 79   | 1er             | 6 min 13 s 85 | 4e          | -                      | -      |

### Badminton
| Hommes - Simple : - Scott Evans | Femmes - Simple : - Chloe Magee |

#### Hommes
| Épreuve | Athlète     | 32éme de Finale                  | 16éme de Finale | Huitième de Finale | Quarts de finale | Demi-finales | Finale/ 3e place |
| Épreuve | Athlète     | Résultats                        | Résultat        | Résultat           | Résultat         | Résultat     | Résultat         |
| ------- | ----------- | -------------------------------- | --------------- | ------------------ | ---------------- | ------------ | ---------------- |
| Simple  | Scott Evans | Zwiebler 1-2 (18/21-21/18-19/21) | -               | -                  | -                | -            | -                |

### Boxe
L’Irlande a qualifié cinq boxeurs pour le tournoi olympique.
Hommes
- 48 kg :
  - Patrick Barnes
- 54 kg :
  - John Joe Nevin
- 64 kg :
  - John Joe Joyce
- 75 kg :
  - Darren Sutherland
- 81 kg :
  - Kenneth Egan

| Athlète           | Catégorie                  | 16e de finale         | 8e de finale            | Quart de finale        | Demi-finale            | Finale                |
| Athlète           | Catégorie                  | Adversaire Résultat   | Adversaire Résultat     | Adversaire Résultat    | Adversaire Résultat    | Adversaire Résultat   |
| ----------------- | -------------------------- | --------------------- | ----------------------- | ---------------------- | ---------------------- | --------------------- |
| Paddy Barnes      | Poids mi-mouches (-48kg)   | NC                    | Meza Victoire 14-8      | Maszczyk Victoire 11-5 | Shimming Défaite 0-15  | -                     |
| John Joe Nevin    | Poids coqs (-54Kg)         | Ouradi Victoire 9-4   | Badar-Uugan Défaite 2-9 | -                      | -                      | -                     |
| John Joe Joyce    | Poids super-légers (-64Kg) | Kate Victoire 9-5     | Diaz Défaite 11-11+     | -                      | -                      | -                     |
| Darren Sutherland | Poids moyens (-75Kg)       | NC                    | Kassel Victoire RSCH 4  | Blanco Victoire 11-1   | Degale Défaite 3-10    | -                     |
| Kenneth Egan      | Poids mi-lourds (-81Kg)    | Jackson Victoire 22-2 | Muzaffer Victoire 10-2  | Silva Victoire 8-0     | Jeffries Victoire 10-3 | Xiaoping Défaite 7-11 |

### Canoë-kayak

#### Slalom
L’Irlande a qualifié un seul athlète pour les épreuves de Canoë-Kayak. Eoin Rheinisch qualifia le bateau irlandais pour le slalom K1 en terminant à la 17e place des championnats du monde 2007. Aucun bateau ne s’est qualifié pour les épreuves de course en ligne
Hommes
- Kayak monoplace (K1) :
  - Eoin Rheinisch

| Athlète        | Compétition | Éliminatoires | Éliminatoires | Demi-finales | Demi-finales | Finale A   | Finale A |
| Athlète        | Compétition | Temps         | Rang          | Temps        | Rang         | Temps      | Rang     |
| -------------- | ----------- | ------------- | ------------- | ------------ | ------------ | ---------- | -------- |
| Eoin Rheinisch | K1          | 176.33 pts    | 15e           | 88.85 pts    | 10e          | 176.91 pts | 4e       |

### Cyclisme

#### VTT
Hommes
- Cross-country :
  - Robin Seymour

| Athlète       | Compétition              | Temps | Rang |
| ------------- | ------------------------ | ----- | ---- |
| Robin Seymour | Cross-country VTT hommes | Abd   | /    |

#### Piste
Hommes
- Poursuite individuelle :
  - David O'Loughlin

| Athlète          | Compétition                      | Qualification                | Demi-finales             | Match pour le bronze     | Match pour le bronze | Finale                   | Finale |
| Athlète          | Compétition                      | Temps Vitesse                | Adversaire Temps Vitesse | Adversaire Temps Vitesse | Rang                 | Adversaire Temps Vitesse | Rang   |
| ---------------- | -------------------------------- | ---------------------------- | ------------------------ | ------------------------ | -------------------- | ------------------------ | ------ |
| David O'Loughlin | Poursuite individuelle masculine | McGee Défaite 4 min 26 s 102 | -                        | -                        | -                    | -                        | -      |

#### Route
Hommes
- Course sur route :
  - Philip Deignan
  - Nicolas Roche

| Athlète        | Compétition     | Temps         | Rang |
| -------------- | --------------- | ------------- | ---- |
| Nicolas Roche  | Course en ligne | 6 h 34 min 26 | 63e  |
| Philip Deignan | Course en ligne | 6 h 39 min 42 | 80e  |

### Équitation
L’Irlande ayant 5 cavaliers qualifiés à titre individuel, elle n’a pas eu besoin de participer aux qualifications par équipe (la qualification fut automatique). Grâce au classement mondial de Jessica Kuerten, l’Irlande a gagné une place pour les épreuves individuelles du saut d’obstacles aux Jeux. Mais comme Kuerten a décidé de ne pas participer aux Jeux, la place est revenu à Denis Lynch.
Concours complet individuel
- Austin O'Connor
- Geoff Curran
- Patricia Ryan (en)
- Louise Lyons
- Niall Griffin

Saut d'obstacles individuel
- Denis Lynch

Concours complet par équipes
- Austin O'Connor
- Geoff Curran
- Patricia Ryan (en)
- Louise Lyons
- Niall Griffin

### Escrime
Femmes
- Sabre individuel :
  - Siobhan Byrne

### Natation
| Hommes - 200 m brasse : - Andrew Bree | Femmes - 100 m brasse : - Aisling Cooney - 200 m brasse : - Melanie Nocher |

### Tir
Hommes
- Trap :
  - Derek Burnett

### Triathlon
Emma Davis est la première athlète irlandaise à se qualifier pour l’épreuve de triathlon olympique. Sa 15e place aux championnats du monde de 2008 lui a donné les points nécessaires
Femmes
- Emma Davis

### Voile
| Hommes - Finn : - Tim Goodbody - 470 : - Philip Lawton - Gerald Owens - Star : - Peter O'Leary - Stephen Milne | Femmes - Laser : - Ciara Peelo |